# قيمة سوقية
القيمة السوقية (بالإنجليزية: Market value)‏ هي السعر الذي يُجرى فيه تداول أحد الأصول ضمن مزاد تنافسي، وغالبًا ما تُستخدم القيمة السوقية بالتبادل مع القيمة السوقية المفتوحة أو القيمة العادلة أو القيمة السوقية العادلة، على الرغم من أن هذه المصطلحات لها تعريفات مميزة في إطار معايير مختلفة، وقد تختلف في بعض الظروف.

## التعريف
تُعرف معايير التقييم الدولية القيمة السوقية بأنها «المبلغ المقدر الذي يتم به تبادل ممتلكات معينة في تاريخ التقييم بين المشتري المستعد والبائع المستعد في إطار صفقة بين أطراف مستقلة المصالح بعد التسويق الملائم، والتي يكون الطرفان فيها قد تصرفا بمعرفة وحصافة وبدون إكراه.»
والقيمة السوقية هي مفهوم متميز عن سعر السوق، والذي يُعرف بأنه «السعر الذي يمكن للمرء إجراء المعاملة به»، في حين أن القيمة السوقية هي «القيمة الحقيقية الكامنة» وفقًا للمعايير النظرية. ويُستدعى المفهوم بشكل أكثر شيوعًا في حالات الأسواق العديمة الكفاءة أو انعدام التوازن، التي لا تكون فيها أسعار السوق السائدة انعكاسًا للقيمة السوقية الكامنة الحقيقية. ولكي يكون سعر السوق معادلاً للقيمة السوقية، يجب أن يتمتع السوق بالكفاءة المعلوماتية ويجب أن تسود التوقعات المنطقية.
ومؤخرًا أوضح موسيارو لي ديستري وبيكون ومينا (2012) الفرق الدقيق والمهم في نفس الوقت بين قدرة الشركات على خلق القيمة من خلال الخيارات التشغيلية الصحيحة والإستراتيجيات المناسبة، من ناحية، والإظهار الثانوي للاختلافات في قيمة المساهمين في الأسواق المالية (لا سيما في أسواق الأوراق المالية). وفي هذا المنظور، فإنها تشير إلى تنفيذ منهجيات جديدة قادرة على إعادة الإستراتيجية إلى مقاييس الأداء المالية.
كذلك تتميز القيمة السوقية عن القيمة العادلة من حيث إن القيمة العادلة تتوقف على الأطراف المعنية، في حين أن القيمة السوقية لا تتوقف على الأطراف المعنية. على سبيل المثال، تشير معايير التقييم الدولي نسخة 2013 إلى أن القيمة العادلة "تتطلب تقييم السعر العادل بين طرفين محددين مع الأخذ بعين الاعتبار المزايا أو المساوئ الخاصة التي سوف يحصل عليها كل منهما من المعاملة. وعلى الرغم من أن القيمة السوقية قد تستوفي هذه المعايير، فإن هذا ليس بالضرورة هو الحال دائمًا. وكثيرًا ما تستخدم القيمة العادلة عند القيام بالعناية الواجبة في المعاملات المؤسسية، حيث قد يعني التآزر الخاص بين الطرفين أن السعر العادل بينهما هو أعلى من السعر الذي يمكن الحصول عليه في السوق الأوسع نطاقًا. وبعبارة أخرى قد يتم تحقيق "قيمة خاصة"، وتتطلب القيمة السوقية أن يتم تجاهل هذا العنصر من "القيمة الخاصة"، لكنه يشكل جزءًا من تقييم القيمة العادلة، نظرا لالتباس مسمى القيمة العادلة مع معايير المحاسبة الدولية سُمِّيَت القيمة المنصفة بنسخة 2017 من المعايير الدولية للتقييم.

### نسبية نظريات السوق
يجب أن يدرك أن القيمة السوقية ليست علمًا دقيقًا، وإنما مفهوم قدمه أفراد وشركات كأداة أعمال. وتخضع القيمة لتصور البائع والمشتري وتفسير المعايير التي يقرران أخذها بعين الاعتبار، في حين أن أشخاصًا آخرين عادة ما يشيرون إلى تصوراتهم وتفسيراتهم الخاصة لما يعتقد هؤلاء الأشخاص أنه مهم، لأن الأشخاص يدفعون ما يريدون بغض النظر عن النصيحة مهما كانت.
هل السوق محلية أو إقليمية أو وطنية أو دولية؟ بالنظر إلى أن سعر السوق هو ما يتفق الناس على دفعه للحصول على شيء ما في لحظة معينة وفي مكان معين، من المهم أن نؤكد على أهمية نطاق الوقت والمكان الذي يلتقي فيه البائعون والمشترون. والقيمة السوقية المحلية والفورية لعنصر معين (سلعة أو خدمة) هي نفس سعر السوق المحلي بالضبط. وإذا كان العديد من الأشخاص يريدون الشيء نفسه في حين لا يوجد منه ما يكفي كل شخص يريده، فعندئذٍ تكون القيمة السوقية وسعر السوق متطابقين. ومن الخطأ القول بأن الأشياء لها قيمة قائمة بذاتها، وذلك لأن القيمة تعتمد على المعاملات. عندما يتعلق الأمر بالآلات الكهربائية، فإن أفضل مصدر هو The Orion Blue Book (الكتاب التعليمي الأزرق) أو موقع Usedprice. وعدم وجود معاملات يعني أن القيمة تساوي صفرًا، مهما كان تقدير القيمة أو توقع سعر البيع.
وعندما يتم بيع الكثير من العناصر (سلعة أو خدمة) بالكامل تقريبًا في مكان ما، في بعض الأحيان يكون الناس على استعداد لدفع أكثر من السعر المطلوب، بدلاً من بذل الوقت والجهد للحصول عليها بسعر أرخص في أماكن أخرى. إذن، يعتبر الثمن المدفوع عندئذٍ هو القيمة السوقية أو سعر السوق، أو كلاهما.